# British Academy Television Awards de 2000
O British Academy Television Awards de 2000 (ou BAFTA TV Awards 2000) foi realizado no domingo, 14 de maio de 2000. A cerimônia, apresentada pelo locutor esportivo Des Lynam, foi ao ar na ITV e aconteceu no Grosvenor House Hotel em Park Lane, Londres.

## Vencedores e indicados
| Melhor Série Dramática | Melhor Minissérie |
| --- | --- |
| - The Cops (BBC Two) - Cold Feet (ITV) - Playing the Field (BBC One) - Psychos (Channel 4) | - Warriors (BBC One) - Births, Marriages and Deaths (BBC Two) - Kid in the Corner (Channel 4) - Wives and Daughters (BBC One) |
| Melhor Telefilme | Melhor Novela e Drama Contínuo |
| - The Murder of Stephen Lawrence (ITV) - Dockers (Channel 4) - Lost for Words (ITV) - Sex 'n' Death (BBC Two) | - EastEnders (BBC One) - Brookside (Channel 4) - Coronation Street (ITV) - Emmerdale (ITV) |
| Melhor Ator | Melhor Atriz |
| - Michael Gambon – Wives and Daughters como Squire Hamley (BBC One) - Aidan Gillen – Queer as Folk como Stuart Alan Jones (Channel 4) - Pete Postlethwaite – Lost for Words como Deric Longden (ITV) - Timothy Spall – Shooting the Past como Oswald Bates (BBC Two) | - Thora Hird – Lost for Words como Annie Longden (ITV) - Francesca Annis – Wives and Daughters como Hyacinth Gibson (BBC One) - Lindsay Duncan – Shooting the Past como Marilyn Truman (BBC Two) - Maggie Smith – David Copperfield como Betsey Trotwood (BBC One) |
| Melhor Performance de Comédia | Melhor Comédia |
| - Caroline Aherne – The Royle Family como Denise Best (BBC One) - Dawn French – The Vicar of Dibley como Geraldine Granger (BBC One) - Sue Johnston – The Royle Family como Barbara Royle (BBC One) - Ricky Tomlinson – The Royle Family como Jim Royle (BBC One)    | - The League of Gentlemen (BBC Two) - The Best of Ali G (Channel 4) - People Like Us (BBC Two) - Smack the Pony (Channel 4) |
| Melhor Sitcom | Melhor Performance de Entretenimento |
| - The Royle Family (BBC One) - Dinnerladies (BBC One) - Spaced (Channel 4) - The Vicar of Dibley (BBC One) | - Graham Norton – So Graham Norton (Channel 4) - John Bird e John Fortune – Bremner, Bird and Fortune (Channel 4) - Sacha Baron Cohen – The 11 O'Clock Show (Channel 4) - Michael Parkinson – Parkinson (BBC One)                                                  |
| Melhor Série/Programa de Entretenimento | Melhor Cobertura Jornalística |
| - Robbie the Reindeer: Hooves of Fire (BBC One) - Have I Got News for You (BBC Two) - Robot Wars (BBC Two) - So Graham Norton (Channel 4) | - Cobertura do conflito de Kosovo (BBC One) - Cobertura do conflito de Kosovo (Sky News) - Acidente ferroviário de Ladbroke Grove (Channel 4) - Tonight with Trevor McDonald (ITV)                                                                                 |
| Melhor Série Factual | Melhor Programa/Série de Artes |
| - The Mayfair Set (BBC Two) - Manhunt - The Search for the Yorkshire Ripper (ITV) - The Second World War in Colour (ITV) - Shanghai Vice (Channel 4) | - This is Modern Art (Channel 4) - The ABBA Story (ITV) - Hitchcock (Reputations) Alfred the Great / Alfred the Auteur (BBC Two) - The Hip Hop Years (Channel 4)                                                                                                   |
| Prêmio de Documentário Robert Flaherty | Melhor Participação |
| - True Stories – Divorce Iranian Style (Channel 4) - Gulag (BBC Two) - True Stories – Kosovo - The Valley (Channel 4) - Malcolm and Barbara - A Love Story (ITV) | - Blood on the Carpet (BBC Two) - Giants with Nigel Marven (ITV) - Grand Designs (Channel 4) - The Naked Chef (BBC Two) |
| Melhor Evento Esportivo | Prêmio Inovação |
| - Test Cricket (Channel 4) - Interactive Live Football (Sky Sports) - Campeonato Mundial de Fórmula 1 (ITV) - Aberto Britânico de Golfe (BBC One/BBC Two) | - Walking with Dinosaurs (BBC One) - The 1900 House (Channel 4) - The League of Gentlemen (BBC Two) - Tina Goes Shopping (Channel 4) |
| Prêmio do Público Lew Grade | Prêmio Dennis Potter |
| - A Touch of Frost (ITV) - Dinnerladies (BBC One) - Ground Force (BBC One) - The Vicar of Dibley (BBC One) - Walking with Dinosaurs (BBC One) | - Tony Marchant |
| Prêmio Alan Clarke | Prêmio Especial |
| - Peter Kosminsky | - Os Vingadores – Honor Blackman, Joanna Lumley, Diana Rigg e Linda Thorson |